# العلاقات التشيلية الجيبوتية
العلاقات التشيلية الجيبوتية هي العلاقات الثنائية التي تجمع بين تشيلي وجيبوتي.

## مقارنة بين البلدين
هذه مقارنة عامة ومرجعية للدولتين:
| وجه المقارنة                                              | تشيلي                         | جيبوتي                    |
| --------------------------------------------------------- | ----------------------------- | ------------------------- |
| المساحة (كم2)                                             | 756.10 ألف                    | 23.20 ألف                 |
| عدد السكان (نسمة)                                         | 17.37 مليون                   | 956.99 ألف                |
| الكثافة السكانية (ن./كم²)                                 | 22.97                         | 41.25                     |
| العاصمة                                                   | سانتياغو                      | جيبوتي                    |
| اللغة الرسمية                                             | اللغة الإسبانية               | لغة فرنسية، اللغة العربية |
| العملة                                                    | بيزو تشيلي، وحدة حساب تشيلية ‏ | فرنك جيبوتي               |
| الناتج المحلي الإجمالي (بليون دولار)                      | 277.08 مليار                  | 1.84 مليار                |
| الناتج المحلي الإجمالي (تعادل القوة الشرائية) بليون دولار | 419.39 مليار                  | 3.10 مليار                |
| الناتج المحلي الإجمالي الاسمي للفرد دولار أمريكي          | 13.42 ألف                     | 1.95 ألف                  |
| الناتج المحلي الإجمالي للفرد دولار أمريكي                 | 22.07 ألف                     | 3.27 ألف                  |
| مؤشر التنمية البشرية                                      | 0.832                         | 0.470                     |
| رمز المكالمات الدولي                                      | +56                           | +253                      |
| رمز الإنترنت                                              | .cl                           | .dj                       |
| المنطقة الزمنية                                           | 00، 00، 00، 00                | ت ع م+03:00               |

## مدن متوأمة
في ما يلي قائمة باتفاقيات التوأمة بين مدن تشيلية وجيبوتية:
- ترتبط فيكوينا مع علي صبيح باتفاقية توأمة.

## منظمات دولية مشتركة
يشترك البلدان في عضوية مجموعة من المنظمات الدولية، منها:
| علم المنظمة | اسم المنظمة                        | تاريخ انضمام تشيلي | تاريخ انضمام جيبوتي |
| ----------- | ---------------------------------- | ------------------ | ------------------- |
|             | وكالة ضمان الاستثمار متعدد الأطراف | 12 أبريل 1988      | 12 يناير 2007       |
|             | منظمة الشرطة الجنائية الدولية      | ?                  | ?                   |
|             | منظمة حظر الأسلحة الكيميائية       | ?                  | ?                   |
|             | منظمة التجارة العالمية             | ?                  | ?                   |
|             | الأمم المتحدة                      | 24 أكتوبر 1945     | 20 سبتمبر 1977      |
|             | مؤسسة التمويل الدولية              | 15 أبريل 1957      | 1 أكتوبر 1980       |
|             | يونسكو                             | 7 يوليو 1953       | 31 أغسطس 1989       |
|             | مؤسسة التنمية الدولية              | 30 ديسمبر 1960     | 1 أكتوبر 1980       |
|             | البنك الدولي للإنشاء والتعمير      | 31 ديسمبر 1945     | 1 أكتوبر 1980       |
|             | الاتحاد البريدي العالمي            | ?                  | ?                   |
|             | الاتحاد الدولي للاتصالات           | 1908               | 22 نوفمبر 1977      |

## وصلات خارجية
- موقع وزارة الخارجية التشيلية